# Ceratorchestes cornutus
Ceratorchestes cornutus är en kvalsterart som beskrevs av Sandór Mahunka 1982. Ceratorchestes cornutus ingår i släktet Ceratorchestes och familjen Ceratoppiidae. Inga underarter finns listade i Catalogue of Life.